# Marcus Lee
Marcus Andrew Lee (San Francisco, 14 settembre 1994) è un cestista statunitense.

## Statistiche

### College
| Anno      | Squadra           | PG  | PT | MP   | TC%  | 3P% | TL%  | RP  | AP  | PRP | SP  | PP   |
| --------- | ----------------- | --- | -- | ---- | ---- | --- | ---- | --- | --- | --- | --- | ---- |
| 2013-2014 | Kentucky Wildcats | 25  | 4  | 6,2  | 61,9 | -   | 43,8 | 1,4 | 0,1 | 0,0 | 0,6 | 2,4  |
| 2014-2015 | Kentucky Wildcats | 39  | 0  | 10,9 | 64,4 | -   | 32,0 | 2,7 | 0,3 | 0,1 | 0,7 | 2,6  |
| 2015-2016 | Kentucky Wildcats | 36  | 20 | 21,8 | 68,0 | -   | 40,3 | 6,0 | 0,3 | 0,3 | 1,6 | 6,4  |
| 2017-2018 | Calif. G. Bears   | 32  | 31 | 27,8 | 56,3 | -   | 61,2 | 7,2 | 1,3 | 0,7 | 1,6 | 11,4 |
| Carriera  | Carriera          | 132 | 55 | 17,1 | 61,2 | -   | 50,0 | 4,5 | 0,5 | 0,3 | 1,1 | 5,7  |

### G League
| Anno      | Squadra           | PG | PT | MP   | TC%  | 3P% | TL%  | RP  | AP  | PRP | SP  | PP   |
| --------- | ----------------- | -- | -- | ---- | ---- | --- | ---- | --- | --- | --- | --- | ---- |
| 2018-2019 | S. Falls Skyforce | 19 | 5  | 20,9 | 73,3 | 0,0 | 65,9 | 6,5 | 0,8 | 0,8 | 0,8 | 8,4  |
| 2019-2020 | S. Falls Skyforce | 42 | 21 | 24,9 | 73,8 | -   | 50,0 | 7,5 | 1,5 | 0,9 | 1,6 | 10,9 |
| Carriera  | Carriera          | 61 | 26 | 23,7 | 73,7 | 0,0 | 57,0 | 7,1 | 1,2 | 0,9 | 1,4 | 10,1 |

## Palmarès

### Squadra
- Campionato australiano: 1

Tasmania JackJumpers: 2023-2024
- McDonald's All-American Game (2013)